# Литий-титанатный аккумулятор
Литий-титанатный аккумулятор (LTO) — вариант литий-ионных аккумуляторов, использующий пентатитанат лития (Li4Ti5O12) в качестве анода вместо графита, применяемого в большинстве других вариантов. Для увеличения площади анод имеет нанокристаллическое строение. Такое решение позволяет обеспечить площадь поверхности анода до 100 м²/г по сравнению с 3 м²/г для углерода, что позволяет значительно увеличить скорость перезарядки и обеспечить высокую плотность тока. По состоянию на 2017 год литий-титанатные батареи способны обеспечить плотность энергии до 177 Вт*ч/л. Кроме того, эти аккумуляторы имеют высокую надёжность и могут без потерь работать при более низких температурах до минус 30 градусов, в отличие от классических литий-ионных, которые уже при минус 5 градусах снижают свои показатели на 20 %.
Недостатком литий-титанатных аккумуляторов является более низкая ЭДС (2,4 В), что приводит к меньшей удельной энергии (около 30—110 Вт*ч/кг), чем у обычных литий-ионных батарей, имеющих стандартную ЭДС в 3,7 В. Это ограничивает их применение в электротехнике и в ноутбуках, мобильных телефонах и смартфонах, которые стремятся к минимизации объёма и веса аккумуляторов, и для которых критическим параметром является удельная энергоёмкость.
Типичные пороги защиты от перезаряда и переразряда составляют 2,8 В и 1,8 В соответственно. В теории, это позволяет заменить два NiCd- или NiMH-аккумулятора (в устройстве без балансировки ячеек, например, в домашней телефонной радиотрубке) на один литий-титанатный аккумулятор. С другой стороны, многие подобные устройства не обладают достаточно точным контролем уровня напряжения на аккумуляторе, жертвуя его ресурсом — но в случае с литиевыми аккумуляторами цена такого схемотехнического упрощения значительно возрастает из-за риска пожара.

## Характеристики
- Напряжение
  - максимальное: 2.8 В (полностью заряжен)
  - номинальное: 2,3 ~ 2,4 В
  - минимальное: 1,5 В (полностью разряжен)

## Производители

### Altairnano
Altairnano производит литий-титанатные аккумуляторы в линии «Nanosafe», в основном позиционирует их для электромобилей. Среди производителей электромобилей о намерениях использовать аккумуляторы Altairnano заявляли Lightning Car Company (автомобиль Lightning GT) Phoenix Motorcars, Proterra (для микроавтобуса EcoRide BE35).
Altairnano также устанавливает свои батареи в системах бесперебойного питания и предлагает их для военных.

### Toshiba
Toshiba выпустила литий-титанатный аккумулятор под маркой Super Charge Ion Battery (SCiB), которая отличается сверхбыстрой зарядкой — до 90 % ёмкости за 6 минут, и длительным сроком службы — до 25 лет. Число циклов заряд/разряд: более 25000. Также новый тип батарей безопасней распространенных сейчас Li-ion батарей. Энергетическая плотность — 60—100 Вт*ч/кг при цене порядка 1—2 тысячи долларов за кВт*ч (для сравнения: бытовые Li-ion на кобальтите лития обладают энергетической плотностью 120—180 Вт*ч/кг при ценах 300—500 долларов за кВт*ч).
Усовершенствованная технология SCiB, анонсированная Toshiba в октябре 2017 года, позволяет обеспечить заряд аккумулятора на уровне 90 % в течение 5 минут. Таких показателей удалось достичь путём использования в качестве анодного материала оксида титана-ниобия, который более эффективно обеспечивает хранение и транспорт ионов лития и позволяет двукратно повысить удельную ёмкость анода.

### Leclanché
Leclanché — швейцарский производитель аккумуляторов, основанный в 1909 году. В 2006 году фирма приобрела немецкую фирму Bullith AG для создания литий-ионной производственной линии в Германии. В 2014 году на рынке появился продукт «TiBox» с литий-титанатным анодом. Мощность батареи «TiBox» составляет 3,2 кВт и она выдерживает 20 000 циклов перезарядки.

### Seiko
Seiko использует батареи на основе титаната лития в кинетических наручных часах. Ранее ими для хранения энергии использовался конденсатор, но батарея позволяет обеспечить большую ёмкость, более длительный срок службы и удобство ремонта.

### YABO
YABO Power Technology выпустила батарею на основе титаната лития в 2012 году. Стандартная модель аккумуляторной батареи YB-LITE2344 — 2,4 В/15 А×ч используется в электромобилях и системах хранения энергии.
НЭТЕР (Россия).  Стандартная модель аккумуляторной батареи LTO5-12_160-80C6 (https://neter.pro/product-112001)
```
12В/160 А×ч используется в электромобилях и системах хранения энергии - для суровых условий (температура -40°C .. +60°C).
```

## Использование
Благодаря возможности зарядки при отрицательных температурах аккумулятор на основе титаната лития перспективнее чем литий-железо-фосфатный аккумулятор для применения в автомобилях. Данная технология позволяет устанавливать аккумулятор, который будет работать дольше, чем сам автомобиль, и многих автопроизводителей это ставит в тупик, так как этим они увеличивают потребительский ресурс своих автомобилей, сокращая их потребительскую оборачиваемость.
SCiB-аккумуляторы используются в велосипедах Schwinn Tailwind electric bike, в некоторых японских версиях электромобиля Mitsubishi i-MiEV, электромобиле Honda Fit EV и электроскутере Honda EV-neo. Этот тип аккумуляторов имеет большой потенциал использования в общественном транспорте. Например, в проекте TOSA используется высокая скорость зарядки SCiB-батареи для 15-секундной подзарядки аккумулятора на автобусных остановках.
Литий-титанатные аккумуляторы очень выгодно используются в альтернативной энергетике как накопители и хранители энергии, вырабатываемой солнечными панелями и ветряными генераторами, ввиду высокого КПД сохранения энергии, равному 96 %, и очень низкому саморазряду, равному 0,02 % в сутки.

## Развитие семейства
Карбон-титанатный аккумулятор (Carbon titanate cell LPCO) является вторым поколением литий-титанатных аккумуляторов, разработанных американской компанией Microvast(USA) и изготовленных на основе пористого углерода титаната лития (Li4Ti5O12) (porous carbon).
В качестве анода в химии карбон титанатного аккумулятора использован модифицированный пористый углерод с размером частиц и морфологией, сходной с классическим графитом, и площадью поверхности, в 20 раз превышающей площадь поверхности графита. Большая площадь поверхности обеспечивает увеличенный канал, который значительно увеличивает подвижность и инжекцию литий-иона, что помогает аккумулятору добиться высокой скорости зарядки и длительной работы.
Благодаря таким технологиям удалось значительно увеличить плотность накапливаемой энергии, уменьшить массу и габариты карбон-титанатного аккумулятора. При этом произошло незначительное, по сравнению с литий-титанатным аккумулятором, снижение ресурса, который в карбон-титанате составляет 10 000 циклов.
Рабочий диапазон напряжений карбон-титанатного аккумулятора составляет 2,7-4,3 В, что соответствует диапазону стандартного литий-ионного аккумулятора. Это позволяет использовать широко распространенные платы защиты BMS (battery management system), разработанные для литий-ионных батарей. Но, несмотря на преимущество карбон-титанатной технологии, литий-титанатная разработка от Toshiba SCiB остается на сегодня аккумулятором с самым высоким сроком службы среди всех серийно производимых технологий, где ресурса 25 000 полных циклов заряда разряда никто из производителей до сих пор не превзошёл.